# Сюмси
Сюмси́ (удм. Сюмси) — крупное село в Удмуртии. Административный центр Сюмсинского района.

## Этимология
Значение названия села с удмуртского языка образуется от слов сюм — «залив, затон» и си — «река, водный источник», что дословно означает — «река, вытекающая из залива», а применительно к селу означает, что оно стоит «на месте, где река вытекает из залива». Старое полное название села — Сюмси Можга. По одной из легенд данное село может быть родовым местом удмуртского рода Можга. Так по этой легенде выходец из данного села — богатырь Мордан основал село Бусурман Можга, о чем говорит царская справка 19 века.

## История
Первое упоминание в документах о деревне Сюмси относится к 1716-17 годам. Тогда в селе было 116 душ в 30 дворах. В 1756 в Сюмсях насчитывалось 11 дворов и 126 душ населения.
Деревня Сюмси находилась на Сибирском тракте, в 1790-м году через Сюмси, следуя в ссылку, проезжал Радищев.
В 1826 году в Сюмсях был открыт церковный приход и построена деревянная церковь. С этого года деревня стала считаться селом. В С 1835 по 1839 год шло строительство каменной Сретенской церкви. В 1861 году при церкви открыта церковно-приходская школа.
В 1843 году Сюмси посетил венгерский этнограф Антал Регули
Село было центром Сюмсинской волости. На 1914 год в Сюмсях имелись волостное правление, телеграфная и почтовая станции, десять торговых предприятий, винокуренный и кожевенный заводы.
Революция и гражданская война
Советская власть в селе Сюмси была установлена 18 февраля 1918 года. В этот день в Сюмсях собрался первый волостной Совет крестьянских депутатов. Первым председателем волостного исполкома стал Иван Иванович Шмыков.
Крестьянское население Сюмсей было недовольно частыми реквизициями продовольствия, которые проводили большевики. Это привело к выступлению жителей Сюмсей против продотряда большевиков 12 августа 1918 года. При этом собравшихся на сход крестьян продотрядовцы разогнали пулеметным огнём. После этого жители села отправили в восставший против большевиков Ижевск делегацию с просьбой прислать винтовки. В конце августа советская власть в Сюмсях была свергнута.
В селе и волости была проведена мобилизация, в ходе которой Сюмсинская волость выставила в повстанческую армию четыре роты по сто человек под командованием бывшего учителя и офицера Первой мировой войны Банникова. Соединившись с вавожскими повстанцами, Сюмсинские роты вели бои с красными на реке Вала
В сентябре село несколько раз переходило из рук в руки и было окончательно взято красными в октябре, при этом многие повстанцы из числа жителей Сюмсей бежали к продолжающему сопротивляться Ижевску и в дальнейшем, после поражения восстания, ушли за Каму.
Советские годы
Первая партийная ячейка РКП(б) была создана в Сюмсях 5 января 1919 года, в этом же году в Сюмсях появились первые комсомольцы, а также был открыть сиротский приют. Первый пионерский отряд появился в Сюмсях в 1924 году. В 1925 году в селе была создана первая трудовая коммуна.
15 июля 1929 года Сюмси стали центром Сюмсинского района. К 1931 году в селе было создано три колхоза. В 1939 году была закрыта Сретенская церковь, в здании церкви первоначально располагался клуб, а затем библиотека.
В 1932 году в Сюмсях начался регулярный выпуск районной газеты «За коллективизацию», первоначально из-за отсутствия типографии её печатали в Селтах. Позже газету переименовали в «Голос колхозника», а с 1954 года она стала называться «Знамя».
В 1933 году в селе начал работать льнозавод, производивший льняное волокно. Он работал до 80-х годов.
В 1943 году в сюмсинский детский дом были вывезены дети-сироты из освобожденной Курской области.
После Великой Отечественной войны в Сюмсях появилась первая электростанция.

## Население
| 1959  | 1970  | 1979  | 1989  | 2002  | 2010  | 2012  |
| ----- | ----- | ----- | ----- | ----- | ----- | ----- |
| 3126  | ↗3879 | ↗4649 | ↗5534 | ↗5645 | ↘5316 | ↘5250 |
| 2021  |       |       |       |       |       |       |
| ↘4766 |       |       |       |       |       |       |

## Персоналии
- Черных, Евгений Васильевич — Герой Социалистического Труда.
- Благодатских, Виктор Иванович (1946—1998) — доктор физ.-мат. наук (1984), профессор ВМК МГУ (1989).
- Корнев, Герман Петрович (1934—2007) — советский и российский учёный, специалист в области теоретической физики, методики преподавания физики и методики профессионального образования, доктор педагогических наук, профессор, почётный работник высшего профессионального образования, заслуженный деятель науки, директор Тольяттинского филиала Института содержания и методов обучения РАО.